# Tommy Karevik
Tommy Karevik, född 1 november 1981 i Norsborg, är en svensk sångare.
Tommy Karevik har gjort sig känd som sångare i banden Seventh Wonder och Kamelot.
Han kom i kontakt med Seventh Wonder under 2005 när bandet hade släppt sin debutskiva och samtidigt hade brutit med sin tidigare sångare Andi Kravljaca. 
Under 2011 gick Kamelot skilda vägar med sångaren Roy Khan och Karevik  fick som en av flera gästsångare hoppa in under några liveframträdanden när bandet var ute och spelade. År 2012 gick Kamelot ut med att Tommy  Karevik hade blivit en permanent medlem i bandet.

## Diskografi (urval)
Studioalbum med Seventh Wonder
- 2006 – Waiting in the Wings (Lion Music)
- 2008 – Mercy Falls (Lion Music)
- 2010 – The Great Escape (Lion Music)
- 2018 – Tiara (musikalbum med Seventh Wonder) (Frontiers)
- 2022 – The Testament (Frontiers)

Studioalbum med Firecracker
- 2010 – Born of Fire (Escape Music)

Studioalbum med Kamelot
- 2012 – Silverthorn (Steamhammer)
- 2015 – Haven (Napalm Records)
- 2018 – The Shadow Theory (Napalm Records)